# 坵丹站
坵丹站（韓語：구단역）是朝鮮民主主義人民共和國平安北道球场郡球场里的一個鐵路車站，属于平德线。

## 邻近车站
平德线
咸家站 - 坵丹站 - 球场青年站